# Fred Cummings
Frederick W. „Fred“ Cummings (* 21. November 1931 in New Orleans; † 31. Januar 2019 in Marin County, Kalifornien) war ein theoretischer Physiker an der University of California, Riverside. Seine Forschungsgebiete waren Quantenelektrodynamik, Vielteilchentheorie und nichtlineare Dynamik.
Cummings studierte an der Louisiana State University mit dem Bachelor-Abschluss 1955 und wurde 1960 an der Stanford University bei Edwin Thompson Jaynes in Physik promoviert. Danach war er bis 1963 als Forschungsphysiker bei der Philco Corporation in Kalifornien und ab 1963 Assistant Professor und später Professor an der University of California, Riverside. 1993 wurde er emeritiert.
Zu seinen wichtigsten Arbeiten zählt das „Jaynes-Cummings-Modell“ mit Jaynes (1963). Er befasste sich mit Kohärenz von Strahlung und kooperativen Phänomenen. In den letzten Jahren hat er sein Interesse Problemen der Entwicklungsbiologie/Morphogenese und Evolutionstheorie zugewendet.
Er war Mitglied der American Association for the Advancement of Science. 1975/76 war er Senior Visiting Research Fellow an der University of Sussex.
Cummings starb am 31. Januar 2019 im Alter von 87 Jahren.